# Santuario della Madonna dell'Oriente (Sanfront)
Il santuario della Madonna dell'Oriente è un edificio religioso situato in comune di Sanfront (CN).

## Storia

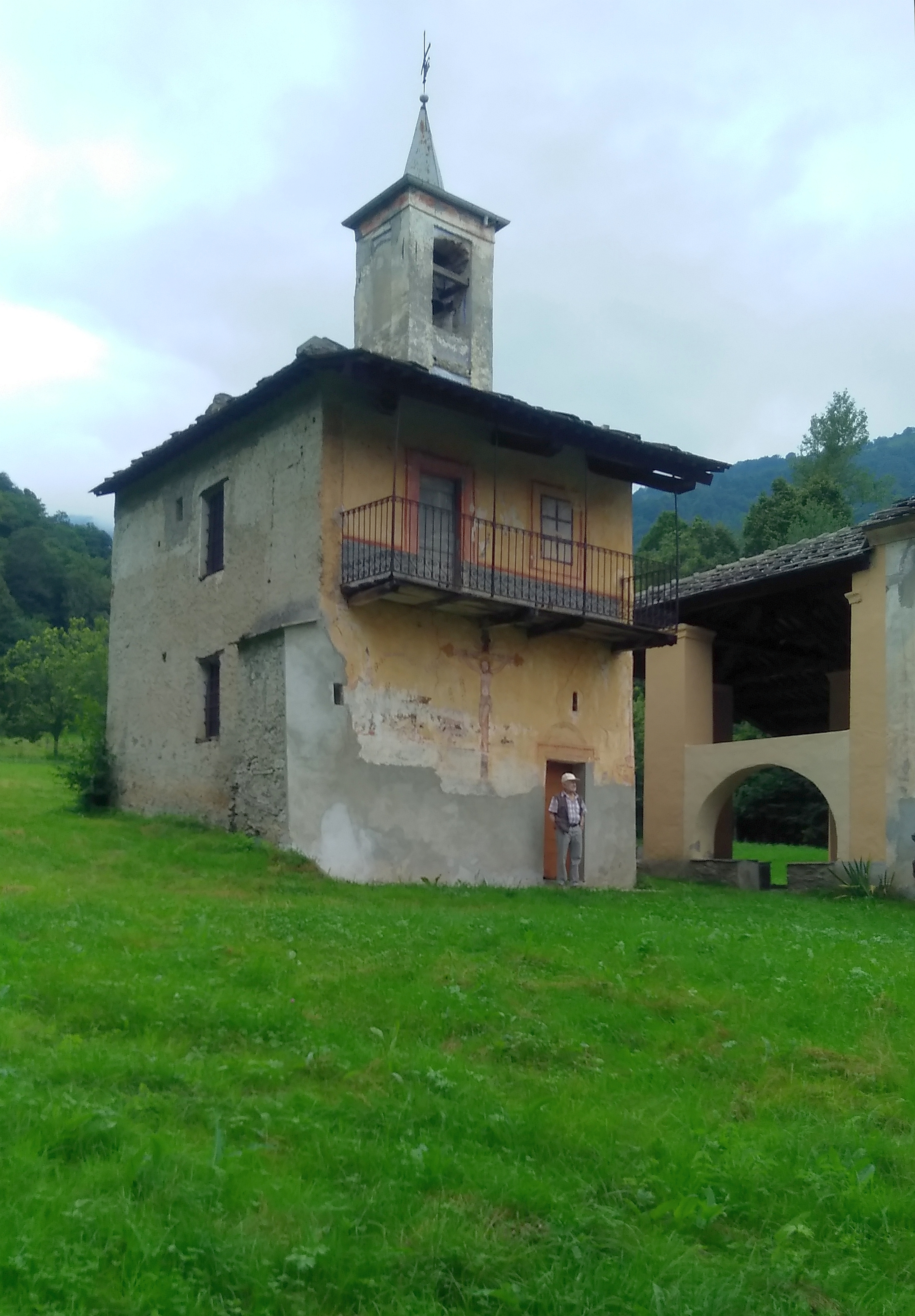
Il campanile e la "casa dell'eremita"

Il santuario è situato a monte della frazione Bollano, nel vallone del torrente Croesio, nei pressi del confine con il comune di Paesana. La sua origine è senza dubbio antica e la chiesa viene citata già in un documento del 1245 secondo il quale, con altri beni, era stata donata dal vescovo Gandolfo di Torino alla Prevostura di Oulx.. Secondo la tradizione sarebbe stata costruita in memoria del miracoloso salvataggio di un bambino dall'annegamento nel corso dello straripamento del vicino torrente Croesio.
Nel 1847 Luigi De Bartolomeis scriveva che presso Sanfront "sui monti a destra del Po sorge in sito elevato il santuario della Madonna d'Oriente tenuto in grande venerazione dai fedeli, che vi si recano processionando nelle festività d'ogni anno".
Il santuario è tuttora oggetto di devozione da parte dei fedeli della zona; tutti gli anni a inizio settembre si svolge una festa alla quale partecipano principalmente gli abitanti di Paesana e di Sanfront.

## Descrizione

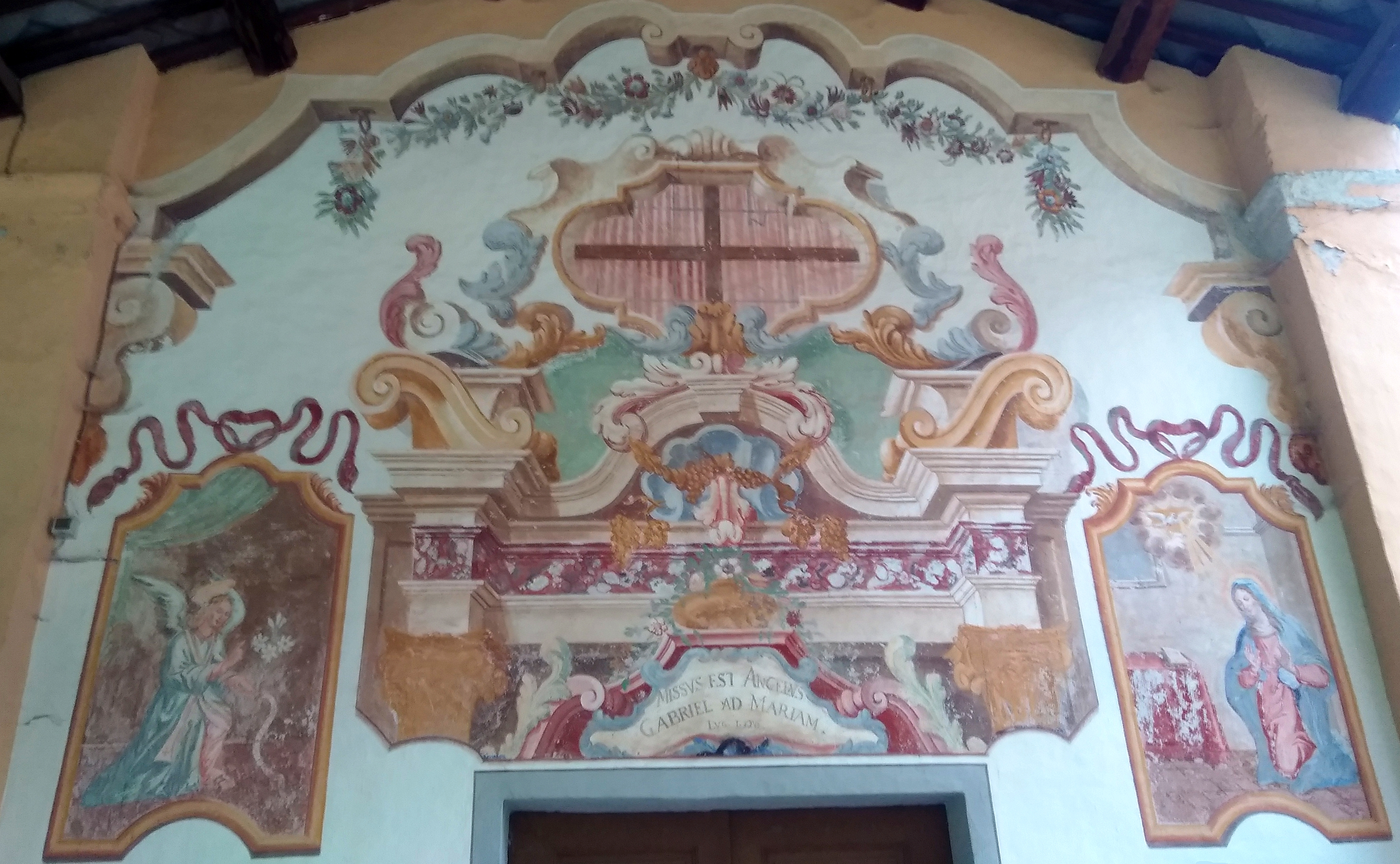
La decorazione pittorica del portico

L'edificio sorge al centro di un'area prativa circondata da grossi esemplari di castagno. Si presenta a pianta rettangolare, con l'abside orientata verso nord-est. La chiesa, con copertura in lose, è affiancata su due lati da un ampio porticato, mentre l'abside e la facciata sud-orientale sono libere. Il campanile sorge isolato, e ai suoi piedi si trova un piccolo edificio che la gente del posto identifica come casa dell'eremita. L'interno della chiesa è riccamente decorato, mentre all'esterno, oltre a decorazioni pittoriche nel portico, sono ancora presenti alcune sbiadite tracce di affreschi sul lato sud-orientale e sulla cosiddetta casa dell'eremita. L'attuale santuario è caratterizzato nel suo complesso da uno stile tardo-barocco.